# Pandanus exiguus
Pandanus exiguus är en enhjärtbladig växtart som beskrevs av Elmer Drew Merrill och Lily May Perry. Pandanus exiguus ingår i släktet Pandanus och familjen Pandanaceae. Inga underarter finns listade.